# Amtsgericht Gernsbach

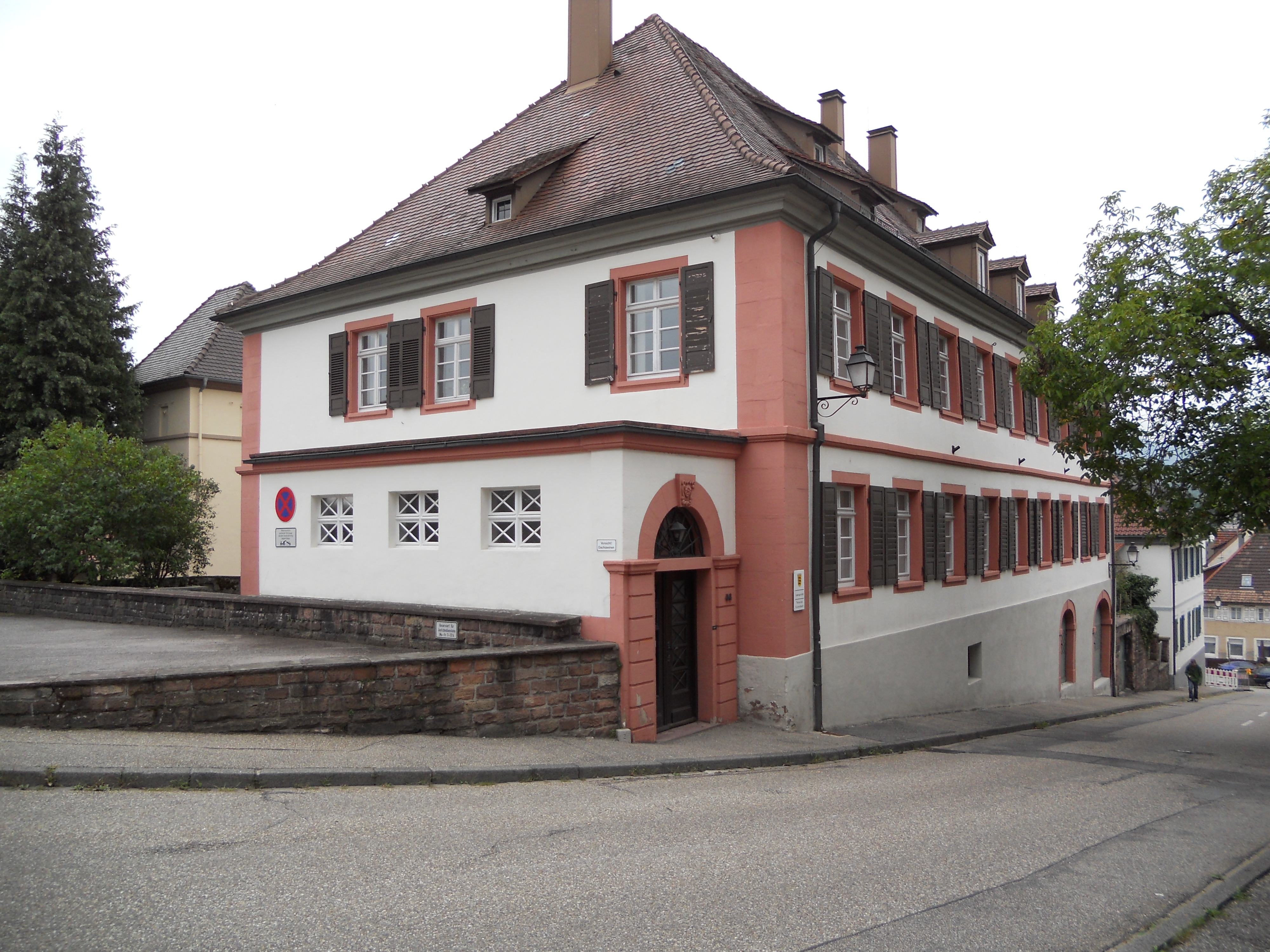
Amtsgericht Gernsbach

Das Amtsgericht Gernsbach ist ein Gericht der ordentlichen Gerichtsbarkeit und eines von fünf Amtsgerichten im Landgerichtsbezirk Baden-Baden innerhalb des Oberlandesgerichtsbezirkes Karlsruhe. Der Bezirk des Amtsgerichts Gernsbach umfasst die im baden-württembergischen Landkreis Rastatt gelegenen Gemeinden Forbach, Gernsbach, Loffenau und Weisenbach mit insgesamt ca. 24.000 Einwohnern (Stand 2018).

## Sitz und Gebäude
Das Amtsgericht befindet sich in der Stadt Gernsbach in einem zweigeschossigen Putzbau oberhalb der historischen Altstadt, nahezu auf der Spitze des Gernsbacher Stadtbuckels. Das vor dem Stadtbrand von 1798 an der Stelle stehende Gebäude war als Amtskellerei und Oberamtshaus genutzt worden. Nach dem Wiederaufbau durch Baumeister Abel 1799 diente es als katholische Schule. Mitte des 19. Jahrhunderts wurde es erneuert und zum badischen Amtsgericht umgewidmet. 1872 erwarb Julius von Gemmingen-Steinegg, Gutsherr auf Watthalden bei Ettlingen, das Gebäude für seine damals noch minderjährige Tochter St. Clair von Gemmingen-Steinegg. 1873 gab die Familie jedoch die Bewirtschaftung des Guts Watthalden auf und bezog das Gebäude in Gernsbach, woher dessen weiterer Name Gemmingen’sches Haus rührt. Julius von Gemmingen-Steinegg betrieb darin eine Verlagsdruckerei für christliche Schriften. Tochter St. Clair veräußerte das Gebäude 1919 wenige Jahre nach dem Tod des Vaters, behielt aber bis zu ihrem Tod 1951 das Wohnrecht im Dachstock. Nach der Nutzung durch die Familie von Gemmingen-Steinegg wurde das Gebäude erneut Sitz des Amtsgerichts.
Der einzige Sitzungssaal enthält ein aus edlem Tropenholz gefertigtes Richterpult, an der ebenso verkleideten Wand dahinter befindet sich aus Eisen geschmiedet das große Landeswappen von Baden-Württemberg. Diese Ausgestaltung verleiht dem Sitzungssaal eine für ein kleines Amtsgericht im ländlichen Raum eher ungewöhnliche Würde.

## Aufgaben
Das Amtsgericht Gernsbach nimmt, mit den folgenden Ausnahmen, trotz seiner geringen Größe alle Aufgaben wahr, die nach dem Gerichtsverfassungsgesetz den Amtsgerichten zugewiesen sind. Im Zivilrecht ist lediglich das Mahnverfahren ausgenommen, welches in Baden-Württemberg dem Amtsgericht Stuttgart als zentralem Mahngericht zugewiesen ist und dort vollautomatisch abgewickelt wird. Strafrechtspflege wird am Amtsgericht Gernsbach nur vor dem Einzelrichter (Strafrichter bzw. Jugendrichter) betrieben. Bei Zuständigkeit des Schöffengerichts finden die Verhandlungen vor dem Amtsgericht Rastatt statt.
Die für den gesamten Gerichtsbezirk zuständige Staatsanwaltschaft sitzt in Baden-Baden.
Im Zuge einer Grundbuchamts- und Notariatsreform wurden die am Amtsgericht Gernsbach ansässigen Notariate zum 1. Januar 2018 aufgelöst.

## Besonderheiten
Das Amtsgericht Gernsbach gehört zu den – mittlerweile wenigen – deutschen Amtsgerichten, an denen der Direktor als einziger Richter tätig ist. Dieser hat sämtliche Verfahren, die dem Amtsgericht zugewiesen sind, zu leiten – also sowohl Zivilprozesse aller Art, wie auch Strafsachen als Einzel- bzw. Jugendrichter.

## Bekannte Richter
- Holger Rothfuß (* 1950), später Richter am Bundesgerichtshof (1996–2015)